# Critters Buggin
Critters Buggin – zespół z USA założony w 1993 roku, grający eklektyczną muzykę, w której dominują wpływy jazzowe, rockowe, ale także muzyki punk i folk. Grupę tworzą muzycy: Matt Chamberlain (perkusja, instrumenty klawiszowe, syntezatory, obsługa sampli), Skerik (saksofon, gitara, elektronika), Brad Houser (bas, saksofon barytonowy, klarnet basowy i elektronika) i Mike Dillon (wibrafon i perkusja).

## Historia
Grupa założona na początku 1993 roku, przez Matt Chamberlaina i Skerika, do których dołączył Brad Houser. Pod koniec 1993 roku do trio dołączył John Bush – od tego czasu zespół występował pod nazwą Critters Buggin. Pierwsze występy przyniosły zespołowi spory sukces. Dzięki scenicznym osiągnięciom, zespół szybko podpisał kontrakt z wytwórnią Loosegroove. Ich pierwsza płyta Guest, została wyprodukowana przez Stone Gossarda, gitarzystę rytmicznego zespołu Pearl Jam. Zespół od tego czasu grał wiele koncertów na świecie, m.in. na Warsaw summer jazz days w 1999, gdzie nagrano koncert i wydano go jako DVD w 2007 roku. Jest to jedyne oficjalne nagranie koncertu, jego tytuł to Get the Clackervalve and the Old Clobberd Biscuits Out and Smack the Grand Ham Clapper's Mother.

## Dyskografia
- 1994 – Guest (Loosegroove)
- 1996 – Host (Loosegroove)
- 1997 – Monkeypot Merganzer (independent)
- 1998 – Bumpa (Loosegroove)
- 1998 – Amoeba (Loosegroove)
- 2004 – Stampede (Ropeadope Records)
- 2009 – Live in 95 at the OK Hotel – Seattle 1995 (wydawnictwo niezależne)

Guest, Host, Monkeypot Merganzer and Bumpa były ponownie wydane przez Kufala Recordings w 2004 roku.